# Glimpse-Gletscher
Der Glimpse-Gletscher ist ein Gletscher in der Royal Society Range des ostantarktischen Viktorialands. Er fließt aus einem Firnfeld im Gebiet zwischen Mount Kempe und Mount Huggins in nordöstlicher Richtung und mündet in den Pipecleaner-Gletscher 3 km südlich dessen Einmündung in den Radiant-Gletscher.
Teilnehmer einer von 1960 bis 1961 dauernden Kampagne im Rahmen der neuseeländischen Victoria University’s Antarctic Expeditions nahmen die Benennung vor. Namensgebend war der Umstand, dass die Mannschaft hier im Januar 1961 nach Überschreiten der Wasserscheide zwischen Koettlitz- und Skelton-Gletscher einen flüchtigen Blick (englisch glimpse) auf das Polarplateau erhaschten.